# Mary Ann McCall
Mary Ann McCall (Philadelphia, 4 mei 1919 - Los Angeles, 14 december 1994) was een Amerikaanse jazzzangeres.

## Biografie
McCall begon als zangeres en danseres in het orkest van Buddy Morrow en werkte in 1938 kort met Tommy Dorsey. In het opvolgende jaar trad ze op met Charlie Barnet en voor de eerste keer met Woody Herman, bij wiens bands ze van 1946 tot 1950 behoorde. Daarnaast zong ze ook met het Ralph Burns Orchestra, Tommy Reynolds en Teddy Powell. In 1948/1949 nam ze op met het Phil Moore Orchestra voor Discovery Records (I Hadn't Anyone Till You / You're Mine, You).
McCall was enige tijd getrouwd met Al Cohn. In 1954-1955 werkte ze met Charlie Ventura. Eind jaren 1950 trad ze op in Detroit, voordat ze verhuisde naar Los Angeles. Daar trok ze zich vergaand terug uit de openbaarheid. In 1976 werkte ze met Jake Hanna en in 1978 met Nat Pierce. Tijdens de jaren 1940 en 1950 nam ze enkele albums op als orkestleider. In 2004 verscheen het album You're Mine met opnamen van 1939 tot 1950.

## Overlijden
Mary Ann McCall overleed in december 1994 op 75-jarige leeftijd.

## Discografie
- 1950: Mary Ann McCall Sings
- 1957: Easy Living met Nat Pierce, Seldon Powell, Joe Wilder, George Barrow, Kenny Clarke, Ernie Wilkins, Wendell Marshall, Sol Moore
- 1958: Detour to the Moon met Teddy Charles, Walter Trampler, Jimmy Raney, Mal Waldron, Oscar Pettiford
- 1959: Melancholy Baby met Gene Quill, Johnny Richards, Burt Collins

- Bibliothèque nationale de France: cb13935498m (data)
- Gemeinsame Normdatei: 105128693X
- International Standard Name Identifier: 0000 0000 2617 494X
- Library of Congress Control Number: n82078483
- MusicBrainz: 7baf4e8f-1bd7-440e-9586-58b2c9fd4a58
- Nationale Bibliotheek van Israël: 987007404057705171
- SNAC: w6j233rq
- Système universitaire de documentation: 19754200X
- Virtual International Authority File: 12495236
- WorldCat: E39PBJr3B8QWgkkcQqdQyBJYyd